# Gediminas Bagdonas
Gediminas Bagdonas (Šiauliai, 26 de desembre de 1985) és un ciclista lituà, professional des del 2007, i actualment a l'equip AG2R La Mondiale. Els seus principals èxits són els dos Campionats de Lituània en contrarellotge i un en el de ruta.

## Palmarès
- 2005
  - Vencedor d'una etapa dels Dos dies del Gaverstreek
- 2006
  - 1r al Dwars door het Hageland
- 2007
  -  Campió de Liutània en contrarellotge
  - 1r al Gran Premi de la vila de Geel
  - 1r al Triptyque des Barrages i vencedor d'una etapa
  - 1r a la Volta a la província d'Anvers
- 2009
  - 1r al Memorial Philippe Van Coningsloo
  - 1r a la De Drie Zustersteden
- 2010
  - Vencedor d'una etapa a la Volta a la província d'Anvers
- 2011
  -  Campió de Liutània en contrarellotge
  - 1r a l'An Post Rás i vencedor de 2 etapes
  - 1r a la Ronda de l'Oise i vencedor d'una etapa
  - Vencedor de 2 etapes al Baltic Chain Tour
  - Vencedor d'una etapa a la Volta a la Gran Bretanya
- 2012
  -  Campió de Liutània en ruta
  - 1r al Memorial Philippe Van Coningsloo
  - 1r a la Volta a Holanda del Nord
  - 1r al Baltic Chain Tour i vencedor de 3 etapes
  - Vencedor de 2 etapes a l'An Post Rás
- 2018
  -  Campió de Liutània en ruta
  -  Campió de Liutània en contrarellotge
- 2020
  -  Campió de Liutània en ruta

### Resultats a la Volta a Espanya
- 2015. 154è de la classificació general
- 2016. 134è de la classificació general